# جانی بیک، قزاقستان غربی
جانیبک (قزاقی: Жәнібек, جانیبه‌ک)  یک شهرک در قزاقستان است که در استان قزاقستان غربی واقع شده‌است. این شهرک ۷۴۶۰ نفر جمعیت دارد.